# Alekseï Soudaïev
Alexseï Ivanovitch Soudaïev (en russe : Алексей Иванович Судаев ; en anglais : Alexey Ivanovich Sudaev), né le 23 août 1912 et mort le 17 août 1946, est un ingénieur en armement soviétique, détenant le grade de major dans l'armée soviétique.

## Biographie
Alekseï Soudaïev naït dans une famille d'employés à Alatyr, dans le gouvernement de Simbirsk (aujourd'hui en Tchouvachie). Il travaille d'abord dans une usine, puis pour l'industrie ferroviaire. Il effectue son service militaire comme ingénieur en armement entre 1934 et 1936. En 1936-1938, il étudie à l'Institut industriel de Nijni Novgorod, puis s'inscrit à l'Académie militaire des Forces des fusées stratégiques (ru). Son projet de fin d'études comprend la participation à la conception de la mitrailleuse légère RPD élaborée par Vassili Degtiarev.
En 1941, Soudaïev est mobilisé et travaille sur des projets de mitrailleuses anti-aériennes. Durant le siège de Léningrad, il conçoit le pistolet-mitrailleur PPS-43
Mort à Moscou le 17 août 1946, il est enterré au cimetière Vagankovo.